# Bellreguard
Bellreguard (spanisch Bellreguart) ist eine Gemeinde in der Valencianischen Gemeinschaft, in der Comarca La Safor an der Costa del Azahar (Mittelmeerküste).

## Gemeindegliederung
Wie viele größere Orte der Comarca „La Safor“ in Küstennähe, hat auch Bellreguard eine Strandsiedlung direkt am Meer. Diese liegt zwischen Playa de Guardamar de la Safor im Norden und Platja de Miramar im Süden. Die Altstadt, von den Einheimischen schlicht „pueblo“ genannt, liegt etwa 3,3 Kilometer weiter im Landesinneren. In erster Linie zum Meer stehen hauptsächlich mehrstöckige Wohnhäuser, aber auch vereinzelt kleinere Ferienhäuser, nur durch eine Promenade von Strand und Meer getrennt. Am Plaça de la Marina befinden sich ein Kinderspielplatz sowie eine Touristeninformation.

## Geschichte
Die Bestimmung des Ursprungs gestaltet sich schwierig. Zum einen wurde das Archiv durch einen Brand zerstört, zum anderen finden sich kaum noch archäologische Überreste. Eine 1984 entdeckte maurische Nekropole weist jedoch auf einen islamischen Ursprung hin. 1486 wurde der Ort durch den Herzog von Gandia erworben. In einer Schrift aus dieser Zeit wurde erstmals der alte arabische Name Sotaia durch den heutigen ersetzt.
Nach der Vertreibung der Morisken im Jahre 1609 wurde der Ort zu einer Geisterstadt, weil von 165 Familien nur vier christliche Wurzeln hatten. Seitdem wächst die Einwohnerzahl stetig.
| Jahr      | 1842  | 1877  | 1900  | 1930  | 1960  | 1991  | 1996  | 2001  | 2004  | 2006  |
| --------- | ----- | ----- | ----- | ----- | ----- | ----- | ----- | ----- | ----- | ----- |
| Einwohner | 1.272 | 2.302 | 2.557 | 2.923 | 3.405 | 3.683 | 3.764 | 3.912 | 3.893 | 4.216 |

### Städtepartnerschaften
- Eine Städtepartnerschaft besteht mit der ehemaligen Gemeinde Bazzano, heute Teil von Valsamoggia, in Italien.

### Regelmäßige Veranstaltungen
- Moros y Cristianos. Wie in nahezu allen Gemeinden mit gleichem historischem Hintergrund finden auch in Bellreguard jährlich Umzüge und Festivitäten statt. Den nächsten größeren Umzug, der den in Deutschland verbreiteten Faschingsumzügen sehr ähnelt, kann man in Oliva besuchen. Aber auch in Bellreguard selbst finden Umzüge mit aufwändigen Kostümen statt.

### Kulinarische Spezialitäten
Wie in allen Küstenorten der Region Valencia sind auch in Bellreguard Reisgerichte weit verbreitet. Der Reis wird gekocht, gebraten, geschmort, als Paella oder als Eintopf verzehrt.
Typisch für Bellreguard ist eine „figatells“ genannte Spezialität, die aus Leber und Gewürzen besteht und in der Form Hackfleischbällchen oder Frikadellen ähnelt.

### Verkehr
Die Nationalstraße N-332 führt direkt durch Bellreguard und Verbindet den Ort mit den umliegenden Gemeinden wie Oliva oder Gandia, aber auch mit Valencia. Dort befindet sich auch der nächste Flughafen, in etwa gleicher Entfernung wie auch der Flughafen Alicante. Der nächste (Bus-)Bahnhof befindet sich in Gandía. Ein Linienbus verkehrt täglich und regelmäßig zwischen Gandia und den umliegenden Gemeinden sowie deren Strandsiedlungen.
Über die Europastraße 15 (Autobahn AP-7) ist der Ort zudem über die Ausfahrten Olíva oder Gandía zu erreichen.

### Öffentliche Einrichtungen
In Platja de Bellreguard befindet sich eine Wache der Policía Local. Während der Saison wird der Strand tagsüber vom Creu Roja (spanisch Cruz Roja) überwacht. Im Notfall stehen mehrere Sanitäter und ein Motorboot bereit, um z. B. bei Kreislaufzusammenbrüchen und Verletzungen erste Hilfe leisten zu können. Verschiedenfarbige Flaggen (grün, gelb und rot) zeigen an, ob das Schwimmen erlaubt ist, davon abgeraten wird, oder das Betreten des Wassers verboten ist.

### Bildung
In der Altstadt gibt es eine Bibliothek sowie eine Abendschule mit verschiedenen Kursangeboten. Einrichtungen der Polytechnischen Universität Valencia und der Universität Valencia befinden sich in Gandia.